# Juan Manuel del Barrio
Juan Manuel del Barrio   (Villarejo Seco, 1719 - Conca, 24 de desembre de 1794) va ser un compositor i mestre de capella espanyol.

## Biografia
Les primeres notícies de Juan Manuel del Barrio són del seu ingrés al col·legi de Sant Josep de la Catedral de Conca com a infantil del cor el 1731. Al col·legi van ser els seus mestres de música José Nebra i el seu fill Joaquín Ignacio. Va romandre al col·legi fins a 1736 i fins a 1740 va exercir el càrrec d'acòlit. El 1740 va partir a Madrid a ampliar els seus estudis musicals. En morir el primer organista Francisco Javier de Nebra fill de José, el 4 de juliol de 1741, el capítol conquense li va oferir el càrrec, però Barrio va rebutjar l'oferiment considerant que no estava preparat. Finalment va ser nomenat José Martínez, l'organista segon.
El 1745 Barrio va tornar a Conca per treballar d'organista segon i professor de música al Col·legi de San José. El 4 de desembre de 1748 va morir el mestre de Conca i rector del Col·legi, José Antonio Nebra Mezquita, i el cabildo va nomenar Barrio per cobrir les vacants. Per cobrir el càrrec d'organista segon, que quedava vacant, es va triar José Antonio Barrera. Barrio romandria al magisteri fins al 3 d'abril de 1753, quan, després de la mort de l'organista primer, José Martínez, va sol·licitar l'organistia. Encara que va romandre de forma interina en el càrrec fins que es pogués triar un nou candidat, poc després, el 27 de juny de 1753, Antonio Ripa era nomenat mestre de capella de Conca.
Juan Manuel del Barrio va estrenar els nous òrgans construïts per l'organer Julián de la Orden a la Catedral. Els òrgans havien quedat destruïts després d'un incendi i els nou van poder escoltar-se el 1768. Barri romandria en el càrrec d'organista primer fins a la seva mort, però el març de 1758, després de la partida de Ripa al Monestir de les Descalces Reials a Madrid, Barri va haver d'ocupar el magisteri conquense dos mesos i mig fins a l'arribada.
Moria a Conca el 24 de desembre de 1794, sent substituït com a organista primer per Alfonso Humana.

## Obra
- Segons els musicòlegs Pedrell i Anglès, l'obra de Barri va ser lloada per Francisco Valls.[1]
- De Barrio es conserven a la Catedral d'Oriola. A la Catedral de Conca es conserven una missa a vuit veus, una lamentació i nadales.[4]